# Hammerstad Reef
Hammerstad Reef är ett rev i Sydgeorgien och Sydsandwichöarna (Storbritannien). Det ligger 3 km utanför Sydgeorgiens kust. Det finns inga samhällen i närheten.